# Световно първенство по художествена гимнастика
Световни първенства по художествена гимнастика започват да се провеждат от 1963 г. До 1991 г. те се провеждат на 2-годишен цикъл, от 1991 до 1999 г. – ежегодно, от 1999 г. всяка една или две години.

## Списък на шампионатите и призьорите по медали
| Номер | Година | Град        | Държава          | Състезания | 1 място по медали | 2 място по медали       | 3 място по медали | Забележка         |
| ----- | ------ | ----------- | ---------------- | ---------- | ----------------- | ----------------------- | ----------------- | ----------------- |
| 1     | 1963   | Будапеща    | Унгария          | 3          | Съветски съюз     | България                | –                 | Само индивидуално |
| 2     | 1965   | Прага       | Чехословакия     | 3          | Чехословакия      | Съветски съюз           | –                 | Само индивидуално |
| 3     | 1967   | Копенхаген  | Дания            | 5          | Съветски съюз     | Чехословакия            | България          |                   |
| 4     | 1969   | Варна       | България         | 6          | България          | Съветски съюз           | Чехословакия      |                   |
| 5     | 1971   | Хавана      | Куба             | 6          | България          | Съветски съюз           | Северна Корея     |                   |
| 6     | 1973   | Ротердам    | Нидерландия      | 6          | Съветски съюз     | България                | Чехословакия      |                   |
| 7     | 1975   | Мадрид      | Испания          | 6          | Западна Германия  | Япония                  | Италия            |                   |
| 8     | 1977   | Базел       | Швейцария        | 6          | Съветски съюз     | България · Чехословакия | –                 |                   |
| 9     | 1979   | Лондон      | Великобритания   | 6          | Съветски съюз     | България                | Чехословакия      |                   |
| 10    | 1981   | Мюнхен      | Западна Германия | 6          | България          | СССР                    | Чехословакия      |                   |
| 11    | 1983   | Страсбург   | Франция          | 6          | България          | СССР                    | Северна Корея     |                   |
| 12    | 1985   | Валядолид   | Испания          | 6          | България          | СССР                    | Северна Корея     |                   |
| 13    | 1987   | Варна       | България         | 8          | България          | СССР                    | Китай             |                   |
| 14    | 1989   | Сараево     | Югославия        | 9          | СССР              | България                | Испания           |                   |
| 15    | 1991   | Атина       | Гърция           | 9          | СССР              | Испания                 | България          |                   |
| 16    | 1992   | Брюксел     | Белгия           | 8          | Русия             | Беларус                 | България          |                   |
| 17    | 1993   | Аликанте    | Испания          | 7          | България          | Украйна                 | Испания           | Само индивидуално |
| 18    | 1994   | Париж       | Франция          | 8          | Украйна           | България                | Русия             |                   |
| 19    | 1995   | Виена       | Австрия          | 9          | България          | Русия                   | Украйна           |                   |
| 20    | 1996   | Будапеща    | Унгария          | 7          | Украйна           | Беларус                 | Русия             |                   |
| 21    | 1997   | Берлин      | Германия         | 6          | Украйна           | Русия                   | Беларус           | Само индивидуално |
| 22    | 1998   | Севиля      | Испания          | 3          | Беларус           | Испания                 | Русия             | Само групово      |
| 23    | 1999   | Осака       | Япония           | 9          | Русия             | Гърция                  | Украйна           |                   |
| 24    | 2001   | Мадрид      | Испания          | 6          | Украйна           | България                | Беларус           | Само индивидуално |
| 25    | 2002   | Нови Орлеан | САЩ              | 3          | Русия             | Гърция                  | Украйна           | Само групово      |
| 26    | 2003   | Будапеща    | Унгария          | 9          | Русия             | Украйна                 | България          |                   |
| 27    | 2005   | Баку        | Азербайджан      | 9          | Русия             | Италия                  | България          |                   |
| 28    | 2007   | Патра       | Гърция           | 9          | Русия             | Украйна                 | Италия            |                   |
| 29    | 2009   | Мие         | Япония           | 9          | Русия             | Италия                  | Беларус           |                   |
| 30    | 2010   | Москва      | Русия            | 9          | Русия             | Италия                  | Беларус           |                   |
| 31    | 2011   | Монпелие    | Франция          | 9          | Русия             | Италия                  | България          |                   |
| 32    | 2013   | Киев        | Украйна          | 8          | Русия             | Украйна                 | Беларус           |                   |
| 33    | 2014   | Измир       | Турция           | 9          | Русия             | България                | Испания           |                   |
| 34    | 2015   | Щутгарт     | Германия         | 9          | Русия             | Италия                  | Беларус           |                   |
| 35    | 2017   | Пезаро      | Италия           | 8          | Русия             | Италия                  | Япония            |                   |
| 36    | 2018   | София       | България         | 9          | Русия             | Италия                  | България          |                   |
| 37    | 2019   | Баку        | Азербайджан      | 9          | Русия             | Япония                  | Израел            |                   |

## Медалистки
Доминиращите нации са Съветският съюз (както и неговите последващи независими държави, а именно Русия, Украйна, Беларус и Азербайджан) и България.

### Индивидуално на всички уреди
| Индивидуални медалистки на всички уреди | Индивидуални медалистки на всички уреди | Индивидуални медалистки на всички уреди | Индивидуални медалистки на всички уреди            | Индивидуални медалистки на всички уреди |
| --------------------------------------- | --------------------------------------- | --------------------------------------- | -------------------------------------------------- | --------------------------------------- |
| Година                                  | Място                                   | Златен                                  | Сребърен                                           | Бронзов                                 |
| 1963                                    | Будапеща, Унгария                       | Людмила Савинкова                       | Татяна Кравченко                                   | Юлия Трашлиева                          |
| 1965                                    | Прага, Чехословакия                     | Хана Мицечова                           | Татяна Кравченко                                   | Хана Maшaтoва-Бoгусoвска                |
| 1967                                    | Копенхаген, Дания                       | Елена Карпухина                         | Уте Леман                                          | Любов Середа                            |
| 1969                                    | Варна, България                         | Мария Гигова                            | Нешка Робева Любов Середа Галима Шугурова          | –                                       |
| 1971                                    | Хавана, Куба                            | Мария Гигова                            | Елена Карпухина                                    | Алифа Назмутдинова                      |
| 1973                                    | Ротердам, Нидерландия                   | Мария Гигова Галима Шугурова            | –                                                  | Наталия Крачиннекова                    |
| 1975                                    | Мадрид, Испания                         | Кармен Ришер                            | Кристиана Розенберг                                | Мария Хесус Алегре                      |
| 1977                                    | Базел, Швейцария                        | Ирина Дерюгина                          | Галима Шугурова                                    | Кристина Гюрова                         |
| 1979                                    | Лондон, Англия                          | Ирина Дерюгина                          | Eлeнa Toмaс                                        | Ирина Габашвили                         |
| 1981                                    | Мюнхен, Западна Германия                | Анелия Раленкова                        | Лилия Игнатова Илияна Раева                        | –                                       |
| 1983                                    | Страсбург, Франция                      | Диляна Георгиева                        | Галина Белоглазова Лилия Игнатова Анелия Раленкова | –                                       |
| 1985                                    | Валядолид, Испания                      | Диляна Георгиева                        | Лилия Игнатова                                     | Бианка Панова                           |
| 1987                                    | Варна, България                         | Бианка Панова                           | Адриана Дунавска Елизабет Колева                   | –                                       |
| 1989                                    | Сараево, Югославия                      | Александра Тимошенко                    | Бианка Панова                                      | Адриана Дунавска Оксана Скалдина        |
| 1991                                    | Атина, Гърция                           | Оксана Скалдина                         | Александра Тимошенко                               | Мила Маринова                           |
| 1992                                    | Брюксел, Белгия                         | Оксана Костина                          | Мария Петрова                                      | Лариса Лукяненко                        |
| 1993                                    | Аликанте, Испания                       | Мария Петрова                           | Катерина Серебрянска                               | Амина Зарипова                          |
| 1994                                    | Париж, Франция                          | Мария Петрова                           | Лариса Лукяненко Амина Зарипова                    | –                                       |
| 1995                                    | Виена, Австрия                          | Мария Петрова Катерина Серебрянска      | –                                                  | Янина Батирчина Лариса Лукяненко        |
| 1997                                    | Берлин, Германия                        | Олена Витриченко                        | Наталия Липковска                                  | Янина Батирчина                         |
| 1999                                    | Осака, Япония                           | Алина Кабаева                           | Юлия Раскина                                       | Юлия Барсукова                          |
| 2001                                    | Мадрид, Испания                         | Тамара Йерофеева                        | Симона Пейчева                                     | Анна Бесонова                           |
| 2003                                    | Будапеща, Унгария                       | Алина Кабаеваa                          | Анна Бесонова                                      | Ирина Чашчина                           |
| 2005                                    | Баку, Азербайджан                       | Олга Капранова                          | Анна Бесоноваa                                     | Ирина Чашчина                           |
| 2007                                    | Патра, Гърция                           | Анна Бесонова                           | Вера Сесина                                        | Олга Капранова                          |
| 2009                                    | Мие, Япония                             | Евгения Канаева                         | Даря Кондакова                                     | Анна Бесонова                           |
| 2010                                    | Москва, Русия                           | Евгения Канаева                         | Даря Кондакова                                     | Мелитина Станюта                        |
| 2011                                    | Монпелие, Франция                       | Евгения Канаева                         | Даря Кондакова                                     | Аля Гарайева                            |
| 2013                                    | Киев, Украйна                           | Яна Кудрявцева                          | Анна Ризатдинова                                   | Мелитина Станюта                        |
| 2014                                    | Измир, Турция                           | Яна Кудрявцева                          | Маргарита Мамун                                    | Анна Ризатдинова                        |
| 2015                                    | Щутгарт, Германия                       | Яна Кудрявцева                          | Маргарита Мамун                                    | Мелитина Станюта                        |
| 2017                                    | Пезаро, Италия                          | Дина Аверина                            | Арина Аверина                                      | Линой Ашрам                             |
| 2018                                    | София, България                         | Дина Аверина                            | Линой Ашрам                                        | Александра Солдатова                    |
| 2019                                    | Баку, Азербайджан                       | Дина Аверина                            | Арина Аверина                                      | Линой Ашрам                             |

## Спечелени медали от български състезателки
- 1963 г. – Будапеща (Унгария), състезанията са в 2 дисциплини: без уред и с уред.
  - участват 28 състезателки от 10 страни; в крайното класиране България е на 2-ро място след СССР с 2 бронзови медала
  - бронзов медал – Юлия Трашлиева, игра с уред, 9,533 т.
  - бронзов медал – Юлия Трашлиева, многобой, 18,933 т.

- 1965 г. – Прага (Чехословакия), състезанията се провеждат подобно на първото световно птървенство, с участие на 32 състезателки от 12 държави. Участието на България не е успешно и няма спечелени медали.

- 1967 г. – Копенхаген (Дания), състезанията са в 4 дисциплини: без уред, въже, обръч и ансамбъл. Участват 32 индивидуални състезателки и 11 ансамбъла.
  - България се класира на 2-ро място с 1 златен и 3 бронзови медала
  - златен медал – Мария Гигова, обръч, 9,466 т.
  - бронзов медал – Красимира Филипова, без уред, 9,466 т.
  - бронзов медал – Нешка Робева, без уред, 9,466 т.
  - бронзов медал – ансамбъл, 18,200 т.

- 1969 г. – Варна (България), с участие на 44 индивидуални състезателки и 15 ансамбъла от 18 държави. Състезанията се провеждат по 5 дисциплини: без уред, въже, обръч, топка и ансамбъл.
  - България печели първо място с 4 златни, 6 сребърни и 1 бронзов медали
  - златен медал – Мария Гигова, без уред, 9,800 т.
  - златен медал – Мария Гигова, обръч, 9,800 т.
  - златен медал – Мария Гигова, многобой, 38,450 т.
  - златен медал – ансамбъл, 18,500 т.
  - сребърен медал – Нешка Робева, без уред, 9.700 т.
  - сребърен медал – Румяна Стефанова, без уред, 9,700 т.
  - сребърен медал – Нешка Робева, обръч, 9,700 т.
  - сребърен медал – Мария Гигова, въже, 9,700 т.
  - сребърен медал – Мария Гигова, топка, 9,250 т.
  - сребърен медал – Нешка Робева, многобой, 38,050 т.
  - бронзов медал – Нешка Робева, въже, 9,550 т.

- 1971 г. – Хавана (Куба), с участие на индивидуални състезателки и ансамбли от 15 държави. Състезанията се провеждат по 5 дисциплини: отпада съчетанието без уред, на негово място е включена лентата.
  - България печели 1-во място в класирането по медали с 4 златни, 2 сребърни и 2 бронзови медали.
  - златен медал – Мария Гигова, въже, 19,500 т.
  - златен медал – Мария Гигова, обръч, 19,500 т.
  - златен медал – Мария Гигова, многобой, 38,150 т.
  - златен медал – ансамбъл, 18,675 т.
  - сребърен медал – Нешка Робева, въже, 19,250 т.
  - сребърен медал – Красимира Филипова, обръч, 19,350 т.
  - бронзов медал – Красимира Филипова, въже, 19,100 т.
  - бронзов медал – Нешка Робева, обръч, 19,050 т.

- 1973 г. – Ротердам (Нидерландия), с участие на 63 индивидуални състезателки и 18 ансамбъла. Състезанията се провеждат с 4 уреда: лента, обръч, топка и бухалки (за първи път).
  - България заема 2-ро място в крайното класиране по медали, с 2 златни, 1 сребърен и 4 бронзови медала.
  - златен медал – Мария Гигова, обръч, 19,500 т.
  - златен медал – Мария Гигова, многобой, 37,850 т.
  - сребърен медал – Красимира Филипова, обръч, 19,200 т.
  - бронзов медал – Мария Гигова, бухалки, 18,250 т.
  - бронзов медал – Нешка Робева, обръч, 19,150 т.
  - бронзов медал – Нешка Робева, топка, 19,100 т.
  - бронзов медал – Мария Гигова, лента, 19,150 т.

- 1975 г. – Мадрид (Испания) – България, СССР и ГДР бойкотират световното първенство заради фашисткия режим на генерал Франко.

- 1977 г. – Базел (Швейцария), с участие на 73 индивидуални състезателки и 21 ансамбъла. Индивидуални състезания се провеждат по 4 уреда: обръч, топка, въже и лента.
  - България дели 2-ро място в крайното класиране по медали с Чехословакия, с 1 сребърен и 2 бронзови медали.
  - сребърен медал – ансамбъл, 38,300 т.
  - бронзов медал – Кристина Гюрова, обръч, 19,150 т.
  - бронзов медал – Кристина Гюрова, многобой, 38,250 т.

- 1979 г. – Лондон (Великобритания), само с индивидуални състезатели по 4 уреда: въже, топка, бухалки и лента.
  - България заема 2-ро място в крайното класиране – след СССР и преди Чехословакия, с 2 златни, 1 сребърен и 1 бронзов медал.
  - златен медал – Кристина Гюрова, въже, 19,650 т.
  - златен медал – Илиана Раева, бухалки, 19,300 т.
  - сребърен медал – Илиана Раева, топка, 19,350 т.
  - бронзов медал – Кристина Гюрова, лента, 19,300 т.

- 1981 г. – Мюнхен (ФРГ), с участието на 85 индивидуални състезателки и 21 ансамбъла. Индивидуалните състезания се провеждат по 4 уреда: въже, бухалки, лента и обръч.
  - България се класира на първо място в класирането по медали с 5 златни, 7 сребърни и 3 бронзови медала.
  - златен медал – Анелия Раленкова, многобой, 39,150 т.
  - златен медал – Лилия Игнатова, въже, 19,700 т.
  - златен медал – Лилия Игнатова, обръч, 19,600 т.
  - златен медал – Анелия Раленкова, бухлаки, 19,700 т.
  - златен медал – ансамбъл, 38,575 т.
  - сребърен медал – Лилия Игнатова, многобой, 39,050 т.
  - сребърен медал – Илиана Раева, многобой, 39,050 т.
  - сребърен медал – Анелия Раленкова, въже, 19,600 т.
  - сребърен медал – Илиана Раева, обръч, 19,550 т.
  - сребърен медал – Анелия Раленкова, обръч, 19,550 т.
  - сребърен медал – Лилия Игнатова, бухалки, 19,650 т.
  - сребърен медал – Илиана Раева, лента, 19,600 т.
  - бронзов медал – Илиана Раева, въже, 19,550 т.
  - бронзов медал – Илиана Раева, бухалки, 19,550 т.
  - бронзов медал – Анелия Раленкова, лента, 19,550 т.

- 1983 г. – Страсбург (Франция), с участие на 92 индивидуални състезателки по 4 уреда: въже, топка, бухалки и обръч, и 21 ансамбъла.
  - България печели първо място по медали със 7 златни, 2 сребърни и 5 бронзови медала.
  - златен медал – Диляна Георгиева, многобой, 39,650 т.
  - златен медал – Анелия Раленкова, обръч, 19,900 т.
  - златен медал – Лилия Игнатова, топка, 20,000 т.
  - златен медал – Диляна Георгиева, бухалки, 20,000 т.
  - златен медал – Лилия Игнатова, бухалки, 20,000 т.
  - златен медал – Диляна Георгиева, лента, 19,900 т.
  - златен медал – ансамбъл, 39,300 т.
  - сребърен медал – Лилия Игнатова, многобой, 39,600 т.
  - сребърен медал – Анелия Раленкова, многобой, 39,600 т.
  - бронзов медал – Лилия Игнатова, обръч, 19,650 т.
  - бронзов медал – Диляна Георгиева, топка, 19,950 т.
  - бронзов медал – Анелия Раленкова, топка, 19,950 т.
  - бронзов медал – Анелия Раленкова, 19,900 т.
  - бронзов медал – Анелия Раленкова, лента, 19,750 т.

- 1985 г. – Валядолид (Испания), с участие на 93 индивидуални състезателки по 4 уреда: въже, топка, бухалки и обръч, и 21 ансамбъла.
  - България се класира на първо място по медали с 6 златни, 1 сребърен и 3 бронзови медала.
  - златен медал – Диляна Георгиева, многобой, 39.900 т.
  - златен медал – Диляна Георгиева, бухалки, 20,000 т.
  - златен медал – Лилия Игнатова, бухалки, 20,000 т.
  - златен медал – Диляна Георгиева, топка, 19,950 т.
  - златен медал – Лилия Игнатова, топка, 19,950 т.
  - златен медал – Бианка Панова, лента, 20,000 т.
  - сребърен медал – Лилия Игнатова, многобой, 39.800 т.
  - бронзов медал – Бианка Панова, многобой, 39.750 т.
  - бронзов медал – Лилия Игнатова, въже, 19,850 т.
  - бронзов медал – Диляна Георгиева, лента, 19,950 т.

Забележка: Данните след 1987 г. са оскъдни
- 1987 г. – Варна (България)
  - България печели отборното първо място с 6 златни, 1 сребърен и 1 бронзов медал (не са включени данните за ансамбъла). За първи път в историята на световните първенства една състезателка (Бианка Панова) печели златен медал на всички уреди.
  - златен медал – Бианка Панова, многобой
  - златен медал – Бианка Панова, лента
  - златен медал – Бианка Панова, топка
  - златен медал – Бианка Панова, обръч
  - златен медал – Бианка Панова, бухалки
  - златен медал – Адриана Дунавска, лента
  - сребърен медал – Адриана Дунавска, многобой
  - бронзов медал – Елизабет Колева, лента

- 1989 г. – Сараево (Югославия)
  - България печели отборно първо място с 3 златни, 6 сребърни и 1 бронзов медал
  - златен медал – Бианка Панова, лента
  - златен медал – Бианка Панова, топка
  - златен медал – ансамбъл, многобой
  - сребърен медал – Бианка Панова, многобой
  - сребърен медал – Юлия Байчева, лента
  - сребърен медал – Бианка Панова, бухалки
  - сребърен медал – Бианка Панова, обръч
  - сребърен медал – Адриана Дунавска, лента
  - сребърен медал – Адриана Дунавска, топка
  - бронзов медал – Адриана Дунавска, многобой

- 1991 г. – Атина (Гърция)
  - България е на второ място по медали, с 3 сребърни и 2 бронзови медала (не са намерени данни за ансамбъла)
  - сребърен медал – Кристина Шикерова, въже
  - сребърен медал – Мила Маринова, обръч
  - сребърен медал – Мила Маринова, бухалки
  - бронзов медал – Мила Маринова, топка
  - бронзов медал – Мила Маринова, многобой

- 1992 г. – Брюксел (Белгия)
  - България е на второ място отборно, с 3 сребърни и 2 бронзови медала, като не е известно класирането на ансамбъла
  - сребърен медал – Мария Петрова, многобой
  - сребърен медал – Мария Петрова, бухалки
  - сребърен медал – Мария Петрова, топка
  - бронзов медал – Диана Попова, бухалки
  - бронзов медал – Мария Петрова, обръч

- 1993 г. – Аликанте (Испания)
  - България е на първо място в класирането по медали, печелейки 3 златни и два бронзови медала (не е известно класирането на ансамбъла)
  - златен медал – Мария Петрова, многобой
  - златен медал – Мария Петрова, обръч
  - златен медал – Мария Петрова, лента
  - бронзов медал – Мария Петрова, бухалки
  - бронзов медал – Юлия Байчева, въже

- 1994 г. – Париж (Франция)
  - България заема 2-ро място в отборното класиране с 2 златни, 2 сребърни и 1 бронзов медал. (не е известно класирането на ансамбъла)
  - златен медал – Мария Петрова, многобой
  - златен медал – Мария Петрова, обръч
  - сребърен медал – Мария Петрова, бухалки
  - сребърен медал – Мария Петрова, лента
  - бронзов медал – Мария Петрова, топка

- 1995 г. – Виена (Австрия)
  - България заема 2-ро място в отборното класиране с 2 златни и 1 сребърен медал при индивидуалните изпълнителки (не е известно класирането на ансамбъла)
  - златен медал – Мария Петрова, многобой
  - златен медал – Мария Петрова, бухалки
  - сребърен медал – Мария Петрова, въже

- 1996 г. – Будапеща (Унгария)
  - няма данни за отборното класиране, както и за класирането на ансамбъла
  - сребърен медал – Мария Петрова, топка
  - бронзов медал – Диана Попова, въже
  - бронзов медал – Мария Петрова, бухалки

- 1997 г. – Берлин (Германия) – няма спечелени медали индивидуално, няма данни за класирането на ансамбъла
- 1998 г. – Севиля (Испания) – няма спечелени медали индивидуално, няма данни за класирането на ансамбъла
- 1999 г. – Осака (Япония) – няма спечелени медали индивидуално, няма данни за класирането на ансамбъла

- 2001 г. – Мадрид (Испания)
  - бронзов медал – Симона Пейчева, топка
  - бронзов медал – Симона Пейчева, обръч
  - бронзов медал – Симона Пейчева, бухалки

- 2003 г. – Будапеща (Унгария)
  - Българският ансамбъл печели три сребърни медала.

- 2005 г. – Баку (Азербайджан)
  - Българският ансамбъл завоюва златен медал в надпреварата с 5 ленти

- 2009 г. – Мие (Япония)
  - бронзов медал – Силвия Митева, лента

- 2010 г. – Москва (Русия)
  - Българският ансамбъл завоюва бронзов медал в надпреварата с 5 обръча

- 2011 г. – Монпелие (Франция)
  - златен и други медали